# راسيل فان عطا
راسيل فـان عطا (بالإنجليزية: Russ Van Atta)‏ هو لاعب كرة قاعدة أمريكي، ولد في 21 يونيو 1906 في Augusta, New Jersey ‏ في الولايات المتحدة، وتوفي في 10 أكتوبر 1986 في أندوفر في الولايات المتحدة.

## وصلات خارجية
- راسيل فـان عطا على موقعبيزبول رفرنس.كوم (الدوري الرئيسي) (الإنجليزية)